# Alba August
Pour les articles homonymes, voir August.
Alba Adèle August, née le 6 juin 1993 au Danemark, à Copenhague,, est une actrice, chanteuse et compositrice dano-suédoise.

## Biographie
Alba August est la fille du réalisateur Bille August et de l'actrice et réalisatrice Pernilla August.
Alba August fait ses débuts dans un petit rôle dans A Song for Martin (En sång för Martin, 2001) de son père. Après avoir étudié le théâtre au gymnasium Södra Latin, elle entame en 2014 des études d'art dramatique à l'École nationale de théâtre du Danemark de Copenhague et étudie également la production cinématographique à l'université de Malmö,.
En 2013, elle joue le rôle principal de Selinda, victime de viol, dans Förtroligheten (sv) de William Olsson. Le journal Expressen fait son éloge, la qualifiant de « véritable trouvaille » et écrivant qu'elle « a joué son personnage avec un naturel qui devrait faire courir tout le conseil d'administration après elle ». Le journal Aftonbladet fait également l'éloge de sa performance.
À l'automne 2016, elle joue dans une version théâtrale des Larmes amères de Petra von Kant de Fassbinder au Malmö stadsteater (da). Dans la série télévisée danoise Below the Surface (Gidseltagningen, 2017), elle est une otage dans le métro de Copenhague. Elle incarne la jeune Astrid Lindgren dans le long métrage suédo-danois Astrid (Unge Astrid, 2018),. On peut la voir jouer le rôle de Simone Andersen dans la série télévisée sur internet Netflix The Rain, qui est la première série de Netflix écrite, produite et filmée au Danemark.

En 2020, elle sort son premier single We're Not Gonna Make It, il sera d'ailleurs utilisé pour la série The Rain. Elle sort ensuite deux albums "I still hide" et "I wish I was someone else". 

## Filmographie

### Au cinéma
- 2001 : En sång för Martin (A Song for Martin)
- 2010 : Beyond (Svinalängorna) : Voice over (voix)
- 2012 : Födelsedagsfesten (court métrage)
- 2013 : Förtroligheten (sv) : Selinda
- 2013 : Irl : Agnes
- 2014 : Vi måste prata (court métrage)
- 2015 : Dryads - Girls Don't Cry : Kjersti
- 2016 : Den allvarsamma leken : Alma
- 2016 : Fanny (court métrage)
- 2016 : The Nation (court métrage)
- 2018 : Scener ur natten (court métrage)
- 2018 : Astrid (Unge Astrid) : Astrid (Lindgren)
- 2019 : Le Coupable idéal (Quick) de Mikael Håfström : Jenny Küttim
- 2020 : Orca : Hanna
- 2020 : Tusind timer de Carl Moberg : Laura

### Séries télévisées
- 2013 : Meurtres à Sandhamn : Lina
- 2014 : Les Héritiers : Lena
- 2015 : Jordskott, la forêt des disparus : Lina
- 2015 : Mens vi presser citronen : Lisalotta
- 2017 : Below the Surface (Gidseltagningen) : Marie (saison 1)
- 2018 - 2020 : The Rain : Simone (20 épisodes)

## Récompenses et distinctions
- Berlinale 2018 : Shooting Star

### Liste plus complète
- (en) Alba August: Awards, sur l'Internet Movie Database